# 錫爾弗萊克鎮區 (愛荷華州帕洛阿爾托縣)
錫爾弗萊克鎮區（英語：Silver Lake Township）是位於美國愛荷華州帕洛阿爾托縣的一個行政鎮區。

## 地方資料
根據2010年美國人口普查的數據，錫爾弗萊克鎮區的面積為92.74平方千米，當中陸地面積為90.14平方千米，而水域面積為2.60平方千米。當地共有人口304人，而人口密度為每平方千米3.28人。